# Anelosimus dude
Anelosimus dude är en spindelart som beskrevs av Ingi Agnarsson 2006. Anelosimus dude ingår i släktet Anelosimus och familjen klotspindlar.
Artens utbredningsområde är Tanzania. Inga underarter finns listade i Catalogue of Life.